# Maputo-protokollet

Maputo-protokollets status:
Undertecknat och ratificerat
Anslutit eller lyckades
Undertecknat men inte ratificerat
Vare sig undertecknat eller ratificerat
Utomeuropeiska territorier i Spanien, Frankrike, Portugal och Storbritannien, inte medlemmar i Afrikanska unionen

Maputo-protokollet är ett protokoll till afrikanska stadgan om mänskliga och folkens rättigheter (Banjulstadgan) och undertecknades den 11 juli 2003. Det garanterar omfattande rättigheter för kvinnor, däribland rätten att delta i den politiska processen, att ha social och politisk jämställdhet med män, förbättrad autonomi i sina val om reproduktiv hälsa och ett slut på kvinnlig könsstympning. Protokollet är antaget av Afrikanska unionen och som namnet antyder, antagen i Maputo, Moçambique. Protokollet trädde i kraft den 25 november 2005.